# 華かがり
華かがり（はなかがり、英語: Hanakagari）はイチゴの品種名。

## 概要
岐阜県農業技術センターで美濃娘と岐阜県農業技術センターの育成種「9-2-3」系統を交配させた実生から選抜育成された品種である。2015年に登録出願され、2017年に品種登録されている。出荷は2017年12月頃から行われている。

## 特徴
平均果重が20.8グラムと極めて大粒であるが果芯に空洞があらわれないことが特徴である。円錐形をしており、果皮は全体的に赤く色づき、光沢がある。

## 名称の由来
名称は、戦国武将の斎藤道三、織田信長の居城だった岐阜城のある金華山（岐阜市）と、赤く大きなイチゴの果実を岐阜の夏の風物詩でもある長良川鵜飼で用いられる「篝火（かがり火）」に見立てて採られている。

## 開発の経緯
岐阜県の野菜生産品目においてイチゴは産出額も高く重要な品目であると共に、大正時代から栽培されてきた歴史を持つ。岐阜県農業技術センターでは岐阜県オリジナルブランドを確立させるために、1997年度に濃姫、2006年度に美濃娘というイチゴの品種登録を行っている。2018年時点では岐阜県内のイチゴ栽培面積は濃姫が43%、、美濃娘は39%を占めており、代表品種であると言える。しかしながら、濃姫は連続出蕾性が弱く出荷量の変動がみられていたが、気象変動に影響が顕著に出てで出荷量の極端な変動や先青果といった奇形果の増加などの果実品質の低下があらわれるようになり、美濃娘には分蘖が多く発生する特徴を持つため、芽かき作業の工数増加や、高めの温度管理に長時間の電照処理が必要なこと、ホルモン処理が必要といった作業労力やコストを多く要するといった課題があった。
そこで、以下の3点を育種目標として新品種の開発を行うことになった。
- 花芽分化が安定しており、連続出蕾性に優れること。
- 作業を省力化できて、栽培コストを低減できること。
- 高品質で多収であり、かつ、収穫期が濃姫、美濃娘と同等であること。

雌親に美濃娘を用い、花粉親に岐阜県農業技術センターで育成していた系統「9-2-3」を使用している。系統「9-2-3」には大果で多収という特徴があった。2007年に交配し得られた実生苗を2008年に一次選抜し、2009年から2011年まで選抜を重ねて、有望系統「19-2-1」を選抜し、2012年より本巣市にて現地適応性試験を開始し、2014 年に実用品種として優良と判断して育成を終了した。2015年3月に華かがりと命名すると共に農林水産省に品種登録出願を行い、2017年10月24日付で種苗法に基づき登録番号第26286号として品種登録された。